# برم پنتافلوئورید
برم پنتافلوئورید (به انگلیسی: Bromine pentafluoride) با فرمول شیمیایی BrF۵ یک ترکیب شیمیایی با شناسه پاب‌کم ۲۴۶۰۶ است. که جرم مولی آن ۱۷۴٫۸۹۴ g/mol می‌باشد. شکل ظاهری این ترکیب، مایع زرد کمرنگ است.